# Gazeta da Tarde
Gazeta da Tarde foi um jornal brasileiro impresso no Rio de Janeiro, e cuja primeira edição saiu a 10 de julho de 1880 e o último número a 23 de novembro de 1901.
Criado por Ferreira de Menezes, este dirigiu o jornal até o ano seguinte da sua fundação quando vem a falecer; foi então assumido por José do Patrocínio.
O periódico sofreu, no dia 8 de março de 1897, o empastelamento, por supostamente defender os moradores de Canudos. Estava na redação o então deputado Aristides Spínola, um dos colaboradores do periódico.